# 王永兰
王永兰（1968年9月—），四川米易人，彝族，中国共产党党员。中华人民共和国政治人物、第十三届全国人民代表大会四川地区代表。
2018年2月24日，当选为第十三届全国人大代表。